# 3432 Kobuchizawa
A 3432 Kobuchizawa (ideiglenes jelöléssel 1986 EE) a Naprendszer kisbolygóövében található aszteroida. Inoue Maszaru, Muramacu Oszamu és Urata Takesi fedezte fel 1986. március 7-én.